# Lazarići
 Lazarići  (olaszul: Villa Lazzari) falu Horvátországban, Isztria megyében. Közigazgatásilag Kršanhoz tartozik.

## Fekvése
Az Isztriai-félsziget északkeleti részén, Labintól 14 km-re északra, községközpontjától 3 km-re nyugatra a Pazin – Labin úttól délre fekszik.

## Története
1880-ban 140, 1910-ben 182 lakosa volt. 2011-ben 95 lakosa volt.

## Lakosság
| Lakosság változása | Lakosság változása | Lakosság változása | Lakosság változása | Lakosság változása | Lakosság változása | Lakosság változása | Lakosság változása | Lakosság változása | Lakosság változása | Lakosság változása | Lakosság változása | Lakosság változása | Lakosság változása | Lakosság változása | Lakosság változása |
| ------------------ | ------------------ | ------------------ | ------------------ | ------------------ | ------------------ | ------------------ | ------------------ | ------------------ | ------------------ | ------------------ | ------------------ | ------------------ | ------------------ | ------------------ | ------------------ |
| 1857               | 1869               | 1880               | 1890               | 1900               | 1910               | 1921               | 1931               | 1948               | 1953               | 1961               | 1971               | 1981               | 1991               | 2001               | 2011               |
| 0                  | 0                  | 140                | 149                | 162                | 182                | 0                  | 0                  | 253                | 270                | 235                | 190                | 144                | 120                | 97                 | 95                 |